# 天才搶匪盜轉地球
《天才搶匪盜轉地球》（日语：陽気なギャングが地球を回す）,中文又譯作“快乐暴力团转地球”，是伊坂幸太郎的推理小說。續集在日本於2006年5月上市，中譯本《天才搶匪面面俱盜》由台灣角川於2008年2月在台出版。《天才搶匪盜轉地球》台灣中文版由春天出版於2018年3月重新出版。

## 概要
各自擁有特殊能力的四人強盜集團收復被奪走的「營業額」的故事。受伊坂幸太郎獨特的文風與鬧劇風內容之慧，在日本成了銷售冠軍（新書版銷售破十萬本、文庫版也是銷售冠軍。）這個結果使得伊坂在推理迷間聲名大噪。
雖然令人聯想到瞞天過海的設定，伊坂本身卻只是想寫小偷們的故事而寫，對於兩者的相關性毫無意識。（但電影版的預告片有打上〝獻給《瞞天過海》無法滿足的人〟這句話。）

## 故事
浪漫理想在哪裡啊。
活人測謊器、演說達人、天才扒手、還有擁有精準生理時鐘的女人。四個天才是以「不讓人受傷」為方針活動的銀行搶劫。該組織戰績百發百中……照理來說應當如此，卻在意想不到之處失算，被運鈔車劫匪黑吃黑搶了所有的「營業額」。一干人等的收復行動，就此展開。

## 登場人物
成瀨
能拆穿他人謊言的活人測謊器。因此特異功能而有不少失戀的苦澀過去。平常是在市公所工作的公務員。個性極為沉著、思慮縝密。與前妻育有患自閉症的愛子‧忠志。
響野
滔滔不絕的演說達人。但因為多數內容荒唐，偶爾也會說了實話卻不為人相信。與愛妻祥子共同經營咖啡店「浪漫」，他的咖啡受過的評語：「一點也不好喝」。
久遠
熱愛自然與動物的天才扒手青年。心中已確立了動物優先於人類的順位。具備二十歲的悠閒與優雅。拿到「營業額」後似乎想去紐西蘭與羊群漫步。
雪子
擁有精度0.1秒的生理時鐘的女性。搶劫銀行時多擔任司機，從年輕時每夜都會開著贓車兜風，駕駛技術因而極為高超。過去不受雙親疼愛，現在與獨子愼一過著幸福的生活。
田中
從鑰匙到車牌到竊聽器，大致上什麼都能作的男人。在寓所與母親相依為命，鮮少出門。暴力事件受害者，因此厭惡年輕人。對成瀨有好感。
慎一
雪子所溺愛的國中獨子。因身高較同齡略高，體重較同齡略輕的體型以及端正的臉孔，雪子常自豪地說「愼一很有異性緣！」，那不僅僅是人母的偏見。常在咖啡廳「浪漫」出入，因此被大人們教了人生中必要卻多餘的知識。
祥子
響野愛妻。高挑活潑，三十過半依然婀娜多姿。雖然丈夫的咖啡評價極低，本人沖泡的咖啡卻相當美味。
　　　另外與本作無關，她曾在伊坂幸太郎其他著作《家鴨與野鴨的投幣式置物櫃》（《アヒルと鴨のコインロッカー》）中以主人公椎名姑媽的身分被提起。（有「我的姑媽祥子似乎是跟丈夫響野一起開咖啡店的樣子。」這樣的記敘，但沒清楚說明。）

## 出版情報
天才搶匪盜轉地球
- 台灣角川　2007年10月2日出版　ISBN 978-986-1743-39-4
- 春天出版　2018年3月30日出版　ISBN 978-957-9609-25-8

天才搶匪面面俱盜
- 台灣角川　2008年2月13日出版　ISBN 978-986-1745-25-1
- 春天出版　2018年6月29日出版　ISBN 978-957-9609-56-2

天才搶匪盜數計時
- 春天出版　2018年6月29日出版　ISBN 978-957-9609-61-6

## 電影
日本於2006年5月13日上映。

### 演員陣容
- 成瀨：大澤隆夫
- 響野：佐藤浩市
- 久遠：松田翔太
- 雪子：鈴木京香
- 祥子：加藤羅莎
- 地道：大倉孝二
- 田中：古田新太
- 国元：大杉漣
- 赤嶋：中山祐一朗
- 慎一：三浦知鉱
- 漆原：篠井英介
- 鴨打：松尾鈴木

### 幕後
- 導演：前田哲
- 發行：松竹

### 主題歌
- 主題歌：Skoop On Somebody「How We Do It!!!」
- 片尾曲：Skoop On Somebody+AKIKO WADA「(Everything will be) All Right」

## 漫畫
2006年講談社出版了耕野裕子作畫的漫畫版。

## 外部連結
- 电影版官方Blog （页面存档备份，存于）